# 坂上弘 (歌手)
坂上 弘（さかうえ ひろし、1921年8月10日 - ）は佐賀県出身の日本のシンガーソングライター・ラッパー。米寿を迎えた2009年にメジャー・デビュー。引退を表明した2020年時点でおそらく現役で活動する最高齢ラッパー。

## 概要
1940年、満州に渡り満州新京炭鉱株式会社に入社。会社のブラスバンド部や、街の交響合唱団で活動。終戦後の1947年に上京。菊池滋弥、渡辺晋らをメンバーとするジャズバンドでトランペッターとして活動開始。当時日野皓正等の演奏指導も行っていた。1957年9月に肺結核を患い音楽活動を停止し、1年入院した。1969年に妻を癌で亡くし、1990年7月に交通事故を起こして1年半入院した。

## 来歴
1992年、根本敬主催の「ガロ脱特殊歌謡祭」で優勝。
1995年、自主制作でカセットテープ『交通地獄 / 恋しのアンジェラ』を発表。
2005年、インディーズアルバム『交通地獄そして卒業』発表。尾崎豊『卒業』カバー。
2009年、87歳時にアルバム『千の風になる前に』でメジャーデビュー。
2010年、89歳でめちゃ×2イケてるッ!新メンバーオーディションに最年長で参加。
2020年10月21日、99歳時に現役引退を表明。支援次第ではまた歌う可能性もあることを示唆した。引退後もSNS上で発信し続けている。

## ディスコグラフィー

### アルバム
1. 交通地獄そして卒業（2005年11月18日、Pヴァイン） 
  1. 交通地獄
  2. 卒業(with ペーソス&岡地曙裕)
  3. やまと寿歌(with 長見順&初老オールスターズ)
  4. 恋しのアンヂェラ
  5. 借金地獄
  6. 交通地獄(remixed by 刃頭 the 最狂音術師)
  7. 卒業(ライヴ・ヴァージョン)

1. 千の風になる前に（2009年6月3日、ビクターエンタテインメント）[4]
  1. 時をかけるシンガー
  2. 毎日サニーデー
  3. Bitter and Sweet
  4. 人にやさしく
  5. 蜂地獄
  6. 麦わら帽子
  7. 後期高齢者地獄
  8. 千の風になって
  9. 時をかけるシンガー（Nacked ver.）

### 配信限定シングル
1. 千の風になる前の前（2009年5月13日）

#### カセットテープ
1. 交通地獄 / 恋しのアンジェラ（1995年） - 自主制作カセット